# Listă de filme de groază din 1977
Aceasta este o listă de filme de groază din 1977.